# House band
House band (přeneseně skupina z domu - domácí kapela) je skupina hudebníků, vedená jedním band leaderem (dirigentem), který je zároveň člen skupiny. Běžně se termín používá na skupiny, které pracují, respektive hrají v různých zábavných programech v televizi a rádiu, nebo i na kapely účinkující pravidelně v R&B a jazzových nočních klubech. Termín se může používat i na různé hudebníky, kteří nejsou v jedné skupině a kteří se spolu sejdou a hrají (session musicians).
Nejvýznamnější skupiny:
- The Roots (Late Night with Jimmy Fallon)
- 4 Poofs and a Piano (Friday Night with Jonathan Ross)
- Booker T. & the M.G.s (Stax Records)
- The CBS Orchestra (Noční show Davida Lettermana)
- The Funk Brothers (Motown Records)
- The Tonight Show Band (The Tonight Show)
- The Max Weinberg 7 (Late Night with Conan O'Brien)
- Saturday Night Live Band (Saturday Night Live)
- Joe Firstman on Last Call with Carson Daly
- Cleto and the Cletones, (Jimmy Kimmel Live!)
- The House Band (Rock Star)
- Ricky Minor (Don't Forget the Lyrics)